# Loma Mountains
Loma Mountains är en bergskedja i Sierra Leone. Den sträcker sig cirka 20 kilometer i nord-sydlig riktning. Dess högsta topp är Loma Mansa som når upp till 1 945 m ö.h. Området är glesbefolkat och delar av det är naturreservat.
Naturreservatet ligger i hövdingadömena Nieni och Neya i distriktet Koinadugu. Det inrättades 1952 och täcker en yta på 332,01 km2. I naturreservatet återfinns ett flertal hotade och sällsynta fågel- och däggdjursarter, bland annat rödbrun fiskuggla, Sierraleonesångare, dvärgflodhäst och Dianaapa.